# Iakov Zak
Pour les articles homonymes, voir Zak.
Iakov Izraïlevitch Zak (en russe : Яков Израилевич Зак), né le 20 novembre (7 novembre du calendrier julien) 1913 à Odessa (Empire russe) et mort le 28 juin 1976 à Moscou, est un pianiste soviétique.

## Biographie
Il étudie au Conservatoire d'Odessa avec Maria Starkhova jusqu'en 1932, puis au conservatoire de Moscou avec Heinrich Neuhaus. Il commence sa carrière en 1935 mais accède à la notoriété en remportant le Premier prix du Concours international de piano Frédéric-Chopin en 1937. À partir de 1935, il enseigne au conservatoire de Moscou dès 1947 et est nommé professeur en 1965. Nikolaï Petrov, Valeri Afanassiev, Iouri Egorov, Igor Lazko, Lubov Timofeïeva et Elisso Virssaladze ont compté parmi ses élèves.
Entre 1965 et 1967, il effectue des tournées en Europe et aux États-Unis.
En 1966, Iakov Zak reçoit le titre d'Artiste du peuple de l'URSS.

## Créations
- Viktor Bieli, Sonate pour piano no 3
- Evgueni Goloubev, Concerto pour piano
- Dmitri Kabalevski, Sonate pour piano no 2 (1947)
- Yuri Levitine, Concerto pour piano